# Милєнко Крстулович
Милєнко Крстулович (хорв. Miljenko Krstulović, 29 вересня 1912, Спліт  — 18 січня 2006, там само) — югославський футболіст, що грав на позиції воротаря. Відомий виступами за клуби «Хайдук» (Спліт) і «Славія» (Сараєво).

## Життєпис
В 1931 році дебютував у складі клубу «Хайдук» (Спліт). Грав у команді до 1935 року, будучи дублером Бартула Чулича. Двічі з командою завойовував срібні медалі чемпіонату в 1932 (зіграв 2 матчі у кваліфікації) і 1933 (зіграв 1 матч) роках.
В 1935 році пішов до армії. Служив поблизу міста Сараєво. Після служби працював на тютюновій фабриці і незабаром одружився. Паралельно грав у складі футбольного клубу «Славія» (Сараєво), що виступав у вищому дивізіоні чемпіонату Югославії. В 1936 році став срібним призером першості. Того року команди були поділені на п'ять груп, переможці яких виходили у фінальний турнір, де мало виступати 8 команд. «Славія» попередньо не вийшла у фінальний турнір, посівши третє місце у групі. Через суперечності між клубами фінальний турнір не був проведений. Ряд сильних команд відмовились грати. Організатори вирішили розіграти титул чемпіона за кубковою системою між клубами, що залишились. У підсумку «Славія» дісталась фіналу, де поступилась команді БСК — 0:0, 0:1. На рахунку Крстуловича 7 матчів у кубковому турнірі.
Фіналіст Зимового кубка 1939 року — передвісника кубка Югославії. Турнір проводився взимку 1938—1939 років. «Славія» перемогла загребські ХАШК (0:1, 3:0) і «Конкордію» (2:2, 2:0), а також пройшла в півфіналі
«Граджянські» завдяки технічній перемозі. Фінальні матчі проти «Югославії» були зіграні через рік у січні 1940 року і принесли перемогу команді з Белграду — (1:5, 0:0). Крстулович зіграв у всіх шести матчах турніру.
Ще раз став призером чемпіонату Югославії у сезоні 1939–1940. 20 найсильніших команд були поділені на дві групи — сербську і хорватсько-словенську. «Славія» стала третьою у сербській лізі, а потім також посіла третє місце і у фінальному турнірі для шести команд. На рахунку Милєнко 10 матчів у фінальному турнірі.
Завдяки третьому місцю у чемпіонаті, «Славія» отримала можливість виступити у престижному центральноєвропейському Кубку Мітропи 1940, у якому того року брали участь лише клуби з Угорщини, Югославії і Румунії, через початок Другої світової війни. У чвертьфіналі «Славія» зустрічалась з сильним угорським «Ференцварошем». В домашньому матчі команда з Сараєво сенсаційно перемогла з рахунком 3:0, завдяки двом голам найбільш відомого футболіста клубу Милана Райлича і голу Бранко Шаліпура. У матчі-відповіді лідер «Ференцвароша» Дьордь Шароші, який не грав у першій грі, забив 4 голи, а його команда перемогла з рахунком 11:1 і вийшла у півфінал.
У 1940 році повернувся до складу «Хайдука». Став чемпіоном Хорватії 1941 року, зігравши 12 матчів турніру з 18 можливих. Грав у команді до 1945 року, хоча після 1941 року клуб проводив небагато матчів. Загалом у складі «Хайдука» зіграв за два періоди 77 матчів, з яких 21 у чемпіонаті, 6 у кубку і 50 у товариських матчах і інших турнірах.
В 1950-х роках був членом правління «Хайдука».

## Статистика виступів

### Статистика виступів у кубку Мітропи
| №                      | Розіграш               | Стадія                 | Дата та місце проведення | Команда 1              | Рахунок | Команда 2        | Голи |
| ---------------------- | ---------------------- | ---------------------- | ------------------------ | ---------------------- | ------- | ---------------- | ---- |
| 1                      | 1940                   | 1/4                    | 19.06.1940 Сараєво       | Славія (Сараєво)       | 3:0     | Ференцварош      |      |
| 2                      | 1940                   | 1/4                    | 23.06.1940 Будапешт      | Ференцварош            | 11:1    | Славія (Сараєво) |      |
| Всього у кубку Мітропи | Всього у кубку Мітропи | Всього у кубку Мітропи | Всього у кубку Мітропи   | Всього у кубку Мітропи | 2       |                  | 0    |

## Трофеї і досягнення
- Срібний призер чемпіонату Югославії: (3): «Хайдук»: 1932, 1933: «Славія»: 1936
- Бронзовий призер чемпіонату Югославії: (1): «Славія»: 1940
- Фіналіст Зимового кубка Югославії: (1): «Славія»: 1939
- Чемпіон Хорватії: (1): «Хайдук»: 1941